# Бокове (селище)
Бокове́ — селище Білозерської міської громади Покровського району Донецької області, Україна. Населення становить 124 осіб. Відстань до Добропілля становить близько 9 км і проходить автошляхом Т 0515.

## Населення

### Мова
Розподіл населення за рідною мовою за даними перепису 2001 року:
| Мова            | Кількість | Відсоток |
| --------------- | --------- | -------- |
| українська      | 105       | 84.68%   |
| російська       | 18        | 14.51%   |
| інші/не вказали | 1         | 0.81%    |
| Усього          | 124       | 100%     |

За даними перепису 2001 року населення села становило 124 особи, із них 84,68 % зазначили рідною мову українську, 14,52 % — російську
Бокове засноване в 1913 р заможними селянами, які купили землю недалеко від великої проїжджої дороги з Барвінкового в Гришине.